# Site archéologique de Talhouët
Le site archéologique de Talhouët (toponyme breton signifiant « front du bois, devant le bois »,) est un ensemble de vestiges gaulois, situés dans la commune française de Pluvigner, dans le département du Morbihan (région Bretagne). Daté de l'Âge du fer, il a fait l'objet de fouilles entre 1983 et 1989, révélant une occupation humaine autour du IIIe siècle av. J.-C.

## Historique des fouilles
Le site a été mis au jour lors de travaux de défrichement entrepris après un remembrement agricole. Les premières prospections ont permis de récolter des tessons de céramique attestant d'une occupation durant l'Âge du fer. En 1983, face à la menace de destruction du site, une fouille de sauvetage a été entreprise.
Sous la direction de Daniel Tanguy, archéologue du CNRS, l'équipe de fouilleurs est passée de 3 personnes, lors de la première intervention, à une quinzaine de personnes, composée d'étudiants et de fouilleurs locaux, pour les six années suivantes. Les deux hectares de fouilles ont révélé plusieurs structures, notamment une construction circulaire, identifiée comme un habitat gaulois, découverte inédite en Europe continentale à l'époque.

## Description du site

### Zone habitée
Une « ferme », (au sens large, habitation regroupant les membres d'une même famille ) est installée sur le plateau, dominant une zone marécageuse
. Entourés par un mur en pierres sèches encore visible dans la partie nord du site, les restes de cet habitat gaulois sont composés de deux bâtiments :
- un bâtiment quadrangulaire d'une surface de 28 m2, entouré d'un enclos en pierre en granit ;
- une maison circulaire d'une surface de 23 m2, construite ultérieurement et ayant sans doute bouleversé le muret du premier enclos[3]. On peut imaginer une couverture conique prenant appui sur les murs, ou à l'extérieur sur des poteaux[5].

Ce site a vraisemblablement été abandonné aux alentours de 150 - 120 av. J.-C..

### Sépultures
Deux sépultures circulaires, semblables à celles visibles sur le site de Kernours au Bono, ont été mises au jour en bordure sud du site. L'une d'elles, de 5,50 m de diamètre, est remarquablement conservée et présente un caveau funéraire, indiquant une inhumation. Cependant, les caractéristiques du sol n'ont pas permis la préservation des vestiges osseux. Des fragments de céramique trouvés aux abords de ces tombes les datent autour de 650 av. J.-C., bien avant l'occupation de l'habitat. Les analyses du sol, sous les terres funéraires, ont également révélés une déforestation par brûlis préalable à l'installation humaine. 

## Activités artisanales
En plus des métiers agricoles des habitants, mises en lumière par la présence de meules de granit destinées à broyer le grain, les fouilles ont mis en évidence des activités artisanales, telles que le filage et le tissage. Plusieurs fusaïoles ont été trouvées sur le site, attestant d'un travail du textile.

## Mise en valeur et conservation
Contrairement à de nombreux sites archéologiques recouverts après fouille, celui de Talhouët a fait l'objet d'un programme de mise en valeur.
En 2001, la municipalité de Pluvigner, avec le soutien de la DRAC de Bretagne et du Conseil général du Morbihan, a entrepris des travaux de restauration. Les murets des enclos et des bâtiments ont été remontés jusqu'à leur niveau de conservation optimal, marqué par des ardoises ou rubans pour distinguer les parties reconstituées. Des panneaux d'information ont été installés, facilitant la visite et la compréhension du site, et des démonstrations de tissage et de tressage et un atelier chasse ont été organisés.